# NGC 4534

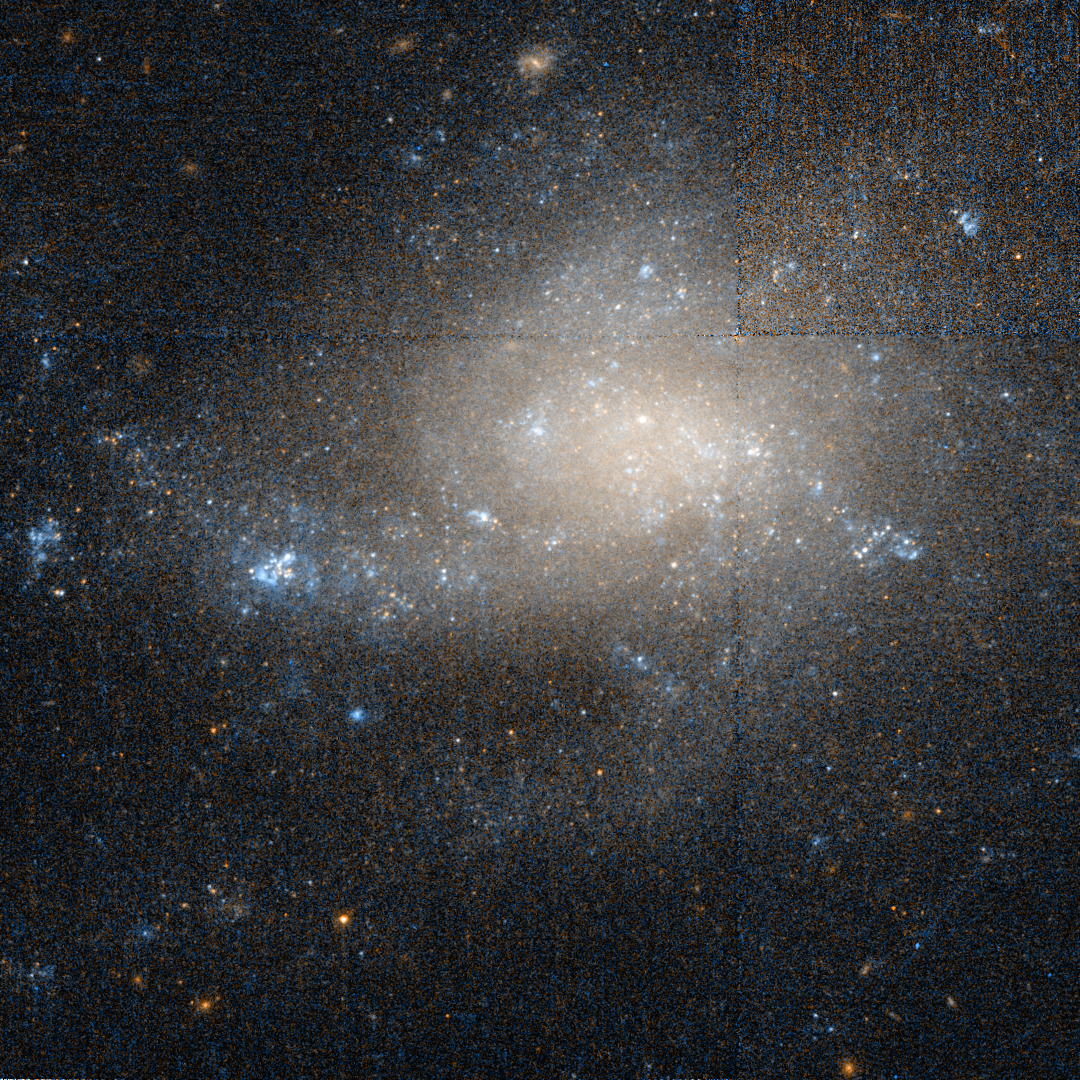
NGC 4534 par le télescope spatial Hubble.

NGC 4534 est une galaxie spirale de type magellanique relativement rapprochée et située dans la constellation des Chiens de chasse à une distance d'environ 15,6 ± 1,1 Mpc (∼50,9 millions d'al).  C'est une galaxie à faible brillance de surface et elle a été découverte par l'astronome germano-britannique William Herschel en 1785.

## Caractéristiques
La classe de luminosité de NGC 4534 est IV-V et elle présente une large raie HI.

### Distance
Sa vitesse par rapport au fond diffus cosmologique est de 1 056 ± 18 km/s, ce qui correspond à une distance de Hubble de 15,58 ± 1,12 Mpc (∼50,8 millions d'al).
À ce jour, sept mesures non basées sur le décalage vers le rouge (redshift) donnent une distance de 13,289 ± 3,100 Mpc (∼43,3 millions d'al), ce qui est à l'intérieur des valeurs de la distance de Hubble. Puisque cette galaxie est relativement rapprochée du Groupe local, cette distance est peut-être plus près de sa distance réelle que la distance de Hubble. Notons que c'est avec la valeur moyenne des mesures indépendantes, lorsqu'elles existent, que la base de données NASA/IPAC calcule le diamètre d'une galaxie.

### Brillance de surface
En raison d'une brillance de surface égale à 14,14 mag/am2, on peut qualifier NGC 4534 de galaxie à faible brillance de surface (LSB en anglais pour low surface brightness). Les galaxies LSB sont des galaxies diffuses (D) avec une brillance de surface inférieure de moins d'une magnitude à celle du ciel nocturne ambiant.